# Rock'n'popmuseum
Het rock'n'popmuseum is een muziekmuseum in het Duitse Gronau. Het werd geopend op 21 juli 2004 en richt zich op de pop- en rockgeschiedenis sinds het einde van de 19e eeuw.
Het museum is gevestigd in een voormalige textielfabriek. Het is vier verdiepingen hoog en heeft nog een voormalige turbinehal waar geregeld concerten worden gehouden. Het museum organiseerde concerten van onder meer T. Rex, Kim Wilde en de Gronause Udo Lindenberg. Naar Udo Lindenberg is het plein vóór het museum genoemd. Op de bovenverdieping is de studio nagebouwd van Can, een Duitse Krautrock-band uit de jaren zeventig. Hier kunnen bezoekers ook zelf muziek maken. Verder is er nog een karaokestudio aanwezig en kunnen kinderen een eigen videoclip maken.
Er worden soms rondleidingen gegeven waarbij de gids de achtergronden van de verschillende stukken in hun periode plaatst. Het museum begint de geschiedenis van de popmuziek bij de wals- en kamermuziek uit de 19e eeuw en rolt het verder uit naar de huidige tijd. Onderwerpen komen aan de orde als de flowerpower, hippiecultuur, Schlagermuziek en muziek als propagandamiddel. Ook zijn er wisselende exposities te zien.
Het museum toont allerlei muziekinstrumenten en attributen die door de jaren heen zijn gebruikt. Er worden stukken van bekende artiesten getoond zoals een hemd van Jimi Hendrix, handschoentjes van Marlene Dietrich en een gitaar van Pete Townshend. Daarnaast wordt allerlei afspeelapparatuur getoond, variërend van platenspelers tot een groot mengpaneel. Verdeeld over het museum zijn allerlei foto's en videobeelden te zien en wordt er automatisch en op afroep muziek afgespeeld.
Het museum is in 2017/2018 gerenoveerd. Hiervoor werd een bedrag van 380.000 euro beschikbaar gesteld door het Landschaftsverband Westfalen-Lippe, een overkoepelende semi-overheidsorganisatie. Het richt zich vooral op de muziekgeschiedenis vanuit Duits perspectief en wil na de verbouwing de aandacht uitbreiden naar een deel van de Nederlandse popgeschiedenis.. Speciale aandacht wordt besteed aan de bekende gitarist Eddie Van Halen.
Het museum is dagelijks, behalve maandags, van 10.00-18.00 geopend. Eens per maand is er een extra openstelling op vrijdagavond tot 22.00 uur. Het is gelegen naast een fraai openbaar park, op loopafstand van het spoorwegstation Gronau (Westf) (vanuit het station linksaf, in oostelijke richting). Het museum heeft geen parkeerfaciliteiten. Aan bezoekers wordt aangeraden, de auto of motor bij het station te parkeren.